# Jean-Louis Ier de Nassau
Jean-Louis Ier de Nassau (en allemand Johann Ludwig Ier von Nassau), né le 10 avril 1567, mort le 10 juin 1596, est comte de Nassau-Wiesbaden et comte de Nassau-Idstein de 1568 à 1596.

## Famille
Fils de Balthazar de Nassau et de Marguerite d'Isemburg-Budingen.
En 1588, il épousa la comtesse Marie de Nassau-Dillenbourg, (1568-1625), (fille du comte Jean VI de Nassau-Dillenbourg).
Six enfants sont nés de cette union :
- Marguerite de Nassau (1589-1660), épousa en 1606 le comte Adolphe von Bentheim-Tecklenburg (1577-1623), veuve, elle épousa en 1631 le baron Guillaume von Wanieczky (décédé en 1644)
- Anne Catherine de Nassau (1590-1622), en 1607 elle épousa le comte Simon VII de Lippe (1587-1627)
- Marie Madeleine de Nassau (1592-1654), en 1609 elle épousa le comte Guillaume Henri von Isemburg-Budingen (décédé en 1635)
- Jean Philippe de Nassau (1595-1599)
- Jean-Louis II de Nassau, comte de Nassau-Wiesbaden, comte de Nassau-Idstein
- Julienne de Nassau (1593-1605)

Jean-Louis II de Nassau appartint à la première branche de la Maison de Nassau, cette lignée de Nassau-Wiesbaden-Idstein appartint à la tige Valramienne, elle s'éteignit en 1605 avec le comte Jean-Louis II de Nassau.